# Ludomir Benedyktowicz

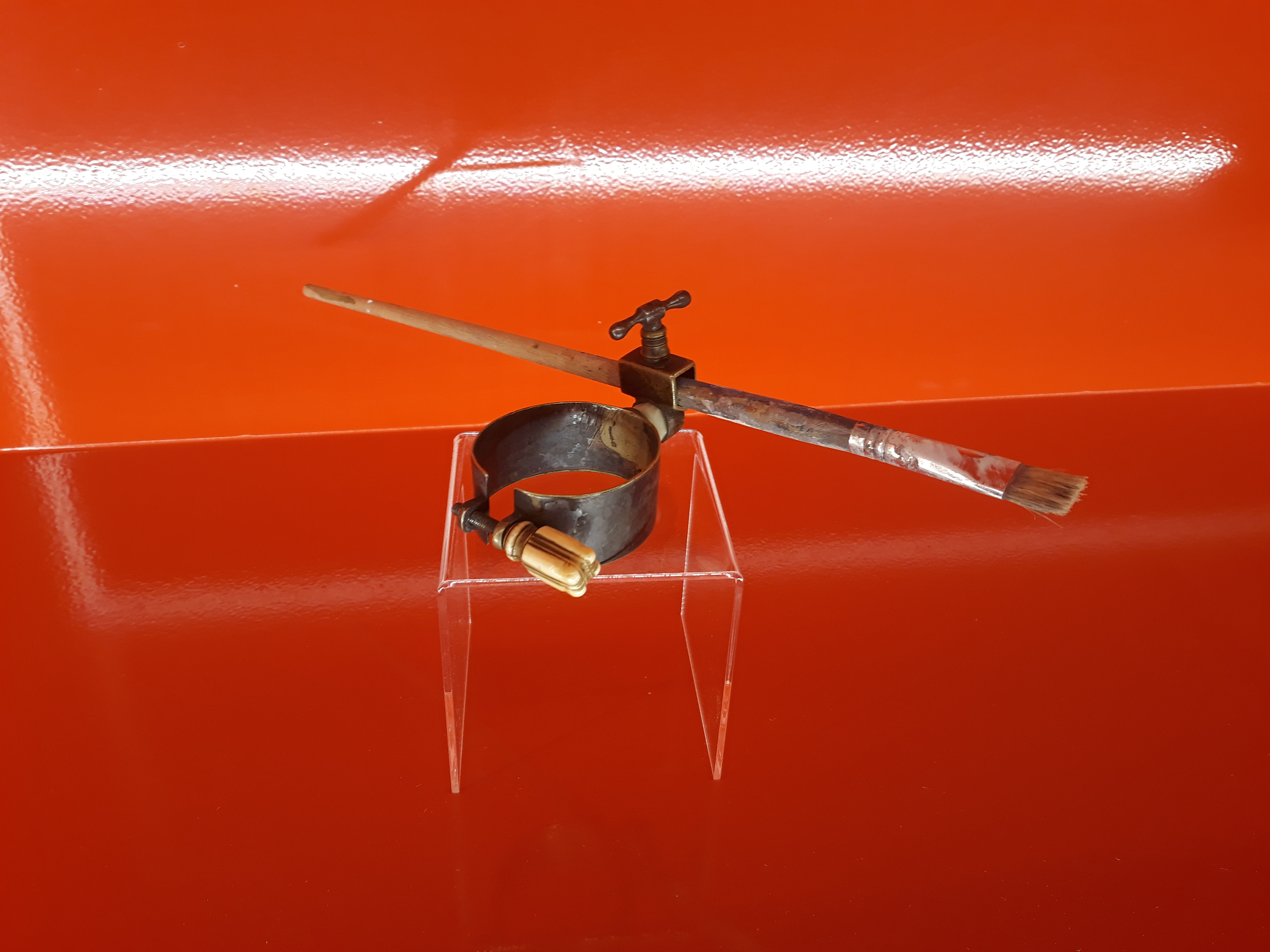
Attachement prothétique réalisé pour Benedyktowicz pour lui permettre de peindre après son amputation du bras

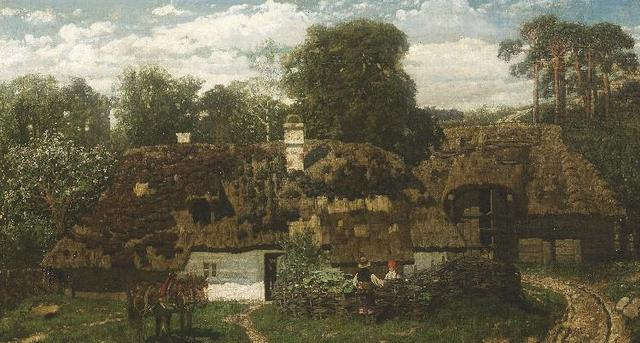
Paysage rural

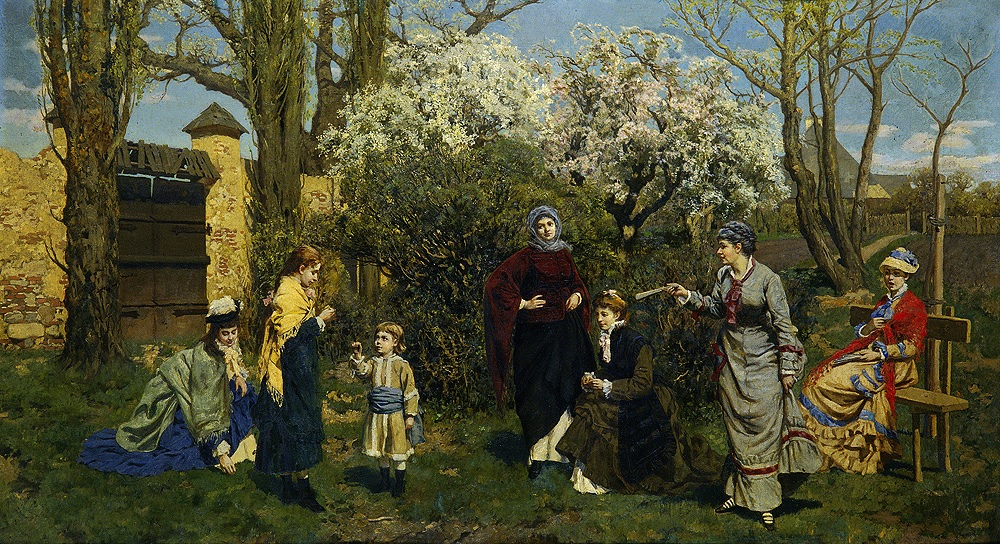
Cueillette de violettes

Ludomir Benedyktowicz (15 juillet 1844 à Świniary - 1/14 décembre 1926 à Lwów) est un peintre paysagiste polonais, soldat, écrivain et joueur d'échecs amateur.

## Biographie
Né Ludomir Ludwik Dominik Benedyktowic, il fréquente l'école primaire à Varsovie, puis, en 1861, suivant les traces de son père, il part à l'Institut des pratiques de gestion forestière à Brok pour étudier la foresterie avec son fondateur, le professeur Wojciech Jastrzębowski.
Il interrompt ses études pour rejoindre le soulèvement de janvier, combattant dans une unité partisane commandée par Władysław Cichorski. Lors d'une escarmouche avec une unité cosaque près de Stare Kaczkowo, sa main droite est coupée par une épée et son bras gauche est brisé par une balle. Il est ensuite évacué à la cure d'Ostrów Mazowiecka, où son bras est amputé. Il n'est plus possible d'étudier la foresterie, alors il décide d'étudier l'art, en commençant à l'École de dessin de Varsovie avec Wojciech Gerson.
Il peint avec un anneau métallique de sa propre conception ; attaché à son avant-bras droit, avec des pinces vissées pour tenir un pinceau, un stylo ou un morceau de fusain. Finalement, la persécution des participants de l'insurrection s'intensifie, donc, sur la base de son travail avec Gerson, il part à Munich et est autorisé à s'inscrire à l'Académie des Beaux-Arts.
Quand il retourne en Pologne, il visite le site des tombes de ses camarades insurgés qui ont été tués dans la bataille où il a survécu. En conséquence, il est arrêté sous suspicion d'« agitation » et brièvement détenu à la Citadelle de Varsovie.
Après avoir été libéré faute de preuves, il déménage à Cracovie, dans la Partition autrichienne, et étudie la composition avec Jan Matejko. En 1876, il se marie et ouvre son propre atelier. Il y vit pendant quarante ans, puis déménage à Lviv après la mort de sa femme et réside dans une maison de retraite pour vétérans. Pendant la Première Guerre mondiale, il sert en tant que lieutenant de réserve et est décoré de la Virtuti Militari.
En plus de son art, il publie trois volumes de poésie : un pour chaque anniversaire du soulèvement de janvier, respectivement pour les quarantième, cinquantième, et soixantième anniversaires. Il écrit également un livre sur Stanisław Witkiewicz (avec qui il se disputait souvent) et son rôle en tant que critique. En 1893, en tant que joueur d'échecs amateur, il participe à la création de la Krakowski Klub Szachistów (pl), en collaboration avec Hieronim Czarnowski, et en est deuxième président. En 1925, il est nommé membre honoraire de Hetman, un club d'échecs à Lwów qui comprenait des joueurs notables tels qu'Ignacy Popiel et Kalikst Morawski.